# کانگ هیون-سو
کانگ هیون-سو (انگلیسی: Kang Hyun-su؛ زادهٔ ۱۶ ژوئن ۱۹۸۴) بازیکن فوتبال اهل کره شمالی است.